# Dasychira soyensis
Dasychira soyensis är en fjärilsart som beskrevs av Collenette 1939. Dasychira soyensis ingår i släktet Dasychira och familjen tofsspinnare. Inga underarter finns listade i Catalogue of Life.